# Hypophytala henleyi
Hypophytala henleyi är en fjärilsart som beskrevs av Kirby 1890. Hypophytala henleyi ingår i släktet Hypophytala och familjen juvelvingar. Inga underarter finns listade i Catalogue of Life.